# Зоопарк Карлсруэ

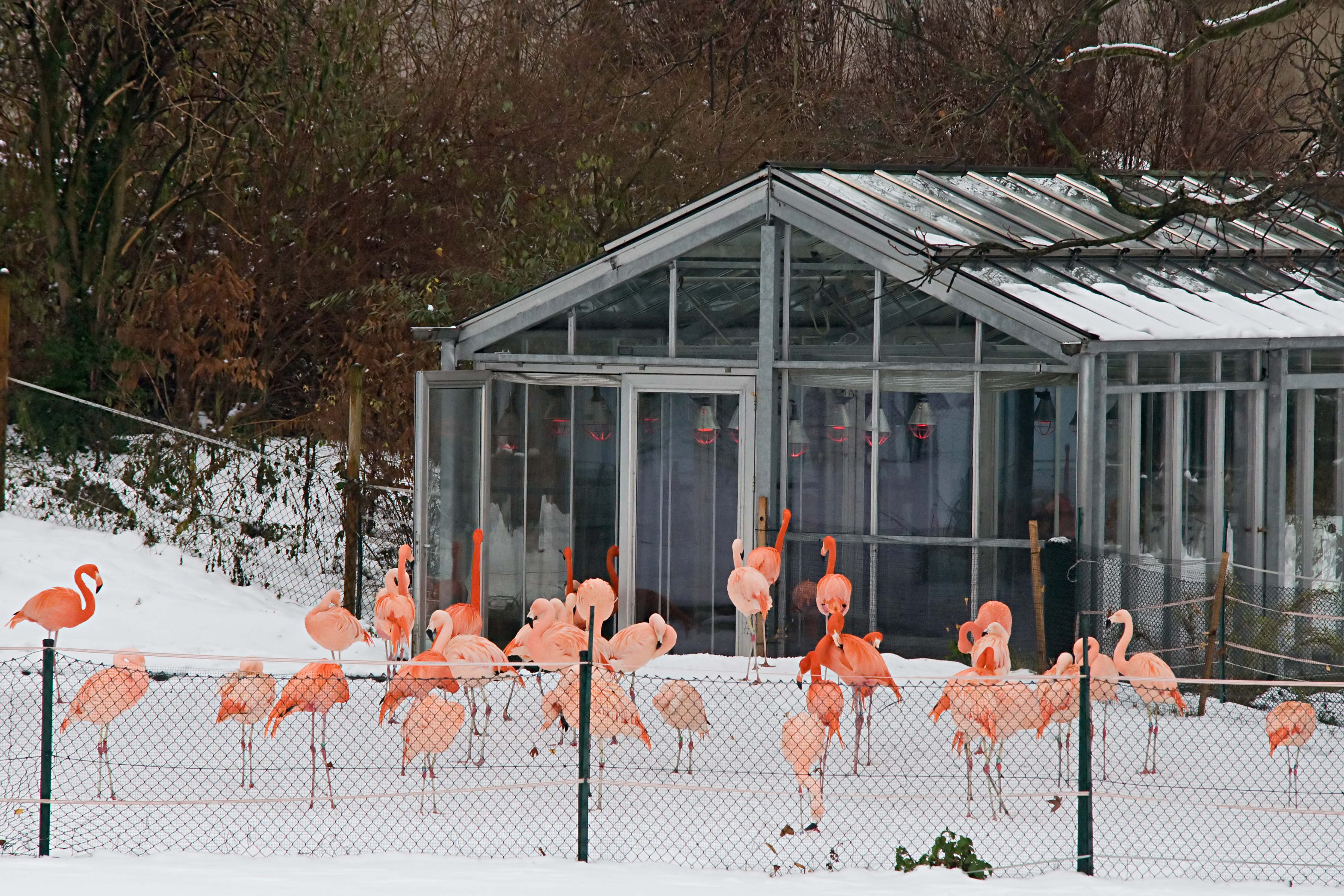
Фламинго в зимний период

Зоопа́рк Ка́рлсруэ (нем. Zoologischer Stadtgarten Karlsruhe) — один из самых больших и старых зоопарков Европы. Он расположен в городском районе Инненштадт (Innenstadt). Основан в 1865 году.

## Современный зоологический комплекс
Непосредственно у главного входа (у южной кассы) находится вольер фламинго. Павильон, которому зоопарк уделяет особенную ценность, — это открытый в 2000 году комплекс для белых медведей, представляющий собой копию среды обитания Арктики и тундры, которая разделена на 3 части оградами, чтобы иметь возможность отделить самок-матерей белого медведя с детьми от взрослых животных. Копии настоящего айсберга особенно впечатляют. Через смотровое окно за животными можно наблюдать также в тот момент, когда они находятся под водой. При строительстве ограды были утрачены 4 белых медведя, которые ускользнули, из-за ситуации, которая могла быть опасна для окружающих, они были убиты. Таким образом, новая и перспективная ограда должна была оснащаться сначала 2 самками, одолженными на выставке предметов искусства из Роттердама. Сегодняшнее животные Витус, Ника и Лариса прибыли в Карлсруэ из Ростока, Вены и Штутгарта.

## Городской сад
Городской сад — это отдельный центр на территории Зоологического сада Карлсруэ, но он отдельно не может посещаться.
Комплекс включает в себя розовый сад с более чем с 15 000 роз более чем 200 видов и японский сад.
Сад первоначально был заложен в 1918 году и входил в состав одного из первых азиатских садов в Германии. По случаю проведения федеральной садовой выставки в 1967 году городской сад получил своё современное оформление. Особенной привлекательностью пользуется излюбленный аттракцион — корабельный поезд — связанные подводным канатом Гондолы, плавающие по пруду городского сада.
Каждые 2 года в городском саду проходит Фестиваль огней, во время которого тысячи свечей, лампионов, чайных фонариков и специальных ламп накаливания на горящих фигурах освещают парк.

## Пешеходный мост
Через весь зоопарк и городской сад перекинут пешеходный мост Карла Биркманна, который тянется над всей территорией. Мост был назван в честь Карла Биркманна, руководителя Зоологического сада между 1963 и 1979 годами. Пешеходный мост соединяет городские районы Зюдштадт (нем. Südstadt) и Зюдвестштадт (нем. Südweststadt).